# Claudio Villa (primo album del 1957)
Claudio Villa (1957) è il primo album di Claudio Villa.

## Il disco
L'etichetta discografica Parlophon visto i successi del cantante in quegli anni anche a Sanremo, decide di sfruttare l'onda dei successo pubblicando un 33 giri che racchiude sette canzoni incise quando il cantante romano era sotto contratto con la casa tra il 1947 e il 1952.
Le canzoni furono tutte stampate all'epoca su 78 giri in quanto all'epoca - oltre il 45 giri - era l'unico supporto musicale disponibile, le canzoni del disco quindi sono tutte conosciute e non vi sono inediti.
Tra le canzoni dell'album le più famose sicuramente sono: Suspiranno (1948), Borgo antico (1949), Voce è notte (1950) e Core 'ngrato (1951) queste ultime due sono famose canzoni napoletane. Tutti brani del disco verranno reincisi da Villa (alcuni anche più volte).
Come tutti i primi dischi del cantante fu pubblicato in formato 25 cm (leggermente più piccolo dei normali LP).

## Tracce
LATO A
1. Suspiranno
2. Borgo Antico
3. Voce 'e notte
4. Zoccoletti

LATO B
1. Core 'ngrato
2. Serenata celeste
3. Cara piccina